# École supérieure des techniques industrielles et des textiles
L'École supérieure des techniques industrielles et des textiles (ESTIT) était une école d'ingénieurs, basée à Roubaix puis à Villeneuve d’Ascq et qui formait des ingénieurs généralistes avec une dominante textile.
Elle a été fondée à Roubaix en 1895 sous le nom d'Institut technique roubaisien (ITR). Depuis la rentrée universitaire 2005, l'école a fusionné avec l'École des hautes études d'ingénieur (HEI).